# 30 listopada
30 listopada jest 334. (w latach przestępnych 335.) dniem w kalendarzu gregoriańskim. Do końca roku pozostaje 31 dni.

## Święta
- Imieniny obchodzą: Andrzej, Fryderyk, Justyna, Konstancjusz, Kutbert, Maura, Tadea, Zbysława i Zozym
- Barbados, Jemen – Święto Niepodległości
- Filipiny – Dzień Andrésa Bonifacio
- Międzynarodowe – akcja „Cities for Life” („Miasta dla życia”), właśc. „Cities for Life/Cities Against the Death Penalty”, czyli miasta przeciwko karze śmierci; obchodzona z inicjatywy ekumenicznej wspólnoty Sant Egidio dla upamiętnienia zniesienia kary śmierci w pierwszym kraju świata – Wielkim Księstwie Toskanii w 1786 roku[1]
- Szkocja – Dzień św. Andrzeja, patrona Szkocji
- Wspomnienia i święta w Kościele katolickim[2][3] obchodzą:
  - św. Andrzej Apostoł
  - bł. Jan z Vercelli (generał zakonu dominikanów)

## Wydarzenia w Polsce
- 1286 – Książę krakowski Leszek Czarny zawarł ostateczną ugodę z biskupem Pawłem z Przemankowa.
- 1393 – Konrad von Jungingen został wielkim mistrzem zakonu krzyżackiego.
- 1409 – Wielka wojna z zakonem krzyżackim: w Brześciu rozpoczęła się tajna narada wojenna między królem Władysławem II Jagiełłą a wielkim księciem litewskim Witoldem.
- 1432 – Zwycięstwo wojsk koronnych nad siłami zbuntowanego wielkiego księcia litewskiego Świdrygiełły w I bitwie pod Kopystrzyniem na Podolu.
- 1534 – Na Sejmie walnym w Piotrkowie przedłożono najstarsze instrukcje poselskie wystawione w języku polskim i uchwalone 14 listopada na Sejmiku przedsejmowym w Środzie Wielkopolskiej.
- 1738 – Został uruchomiony carillon na wieży kościoła św. Katarzyny w Gdańsku.
- 1794 – Decyzją władz rozbiorowych została zamknięta Szkoła Rycerska w Warszawie.
- 1905 – Saletyni założyli pierwszy dom zakonny w Polsce.
- 1930 – W Grudziądzu odsłonięto Pomnik Żołnierza Polskiego.
- 1938 – W Zakopanem podpisano umowę graniczną ze Słowacją na mocy której do Polski przyłączono wsie Jaworzyna Tatrzańska i Leśnica Pienińska.
- 1939 – Niemcy wypędzili ponad 1000 polskich rodzin z Inowrocławia.
- 1942 – Żołnierze Gwardii Ludowej dokonali napadu na Komunalną Kasę Oszczędności w Warszawie, w której zdobyto olbrzymie fundusze na działalność konspiracyjną i propagandową.
- 1946 – Oddział Jana Kmiołka „Wira” rozbił więzienie Powiatowego Urzędu Bezpieczeństwa Publicznego w Pułtusku.
- 1949 – Utworzono Politechnikę Częstochowską.
- 1954 – Na antenie Programu I Polskiego Radia wyemitowano premierowe wydanie audycji Kronika sportowa.
- 1956 – Dokonano oblotu szybowca SZD-18 Czajka.
- 1960 – Zakończono napełnianie Zbiornika Koronowskiego.
- 1974 – Wyemitowano pierwsze wydanie magazynu telewizyjnego Studio 2.
- 1979 – Została otwarta Linia Hutnicza Szerokotorowa.
- 1988 – Odbyła się debata telewizyjna pomiędzy Lechem Wałęsą a Alfredem Miodowiczem.
- 1991 – Premiera filmu Zakład w reżyserii Teresy Kotlarczyk.
- 1993 – Założono Bezpartyjny Blok Wspierania Reform.
- 1994 – W Krakowie otwarto Muzeum Sztuki i Techniki Japońskiej „Manggha”.
- 2004:
  - Instytut Pamięci Narodowej wszczął polskie śledztwo w sprawie zbrodni katyńskiej.
  - Na Podhalu doszło do trzęsienia ziemi o sile 3,6-4,7 stopnia w skali Richtera.
- 2015 – Zamknięto Zakład Karny w Kaliszu.
- 2016 – Kapitan marynarki Katarzyna Mazurek została pierwszą kobietą w historii polskiej wojskowości, która objęła dowodzenie okrętem Marynarki Wojennej (ORP „Lublin”).
- 2018 – Na antenie TVP Info wyemitowano po raz ostatni program informacyjny Panorama Info.

## Wydarzenia na świecie

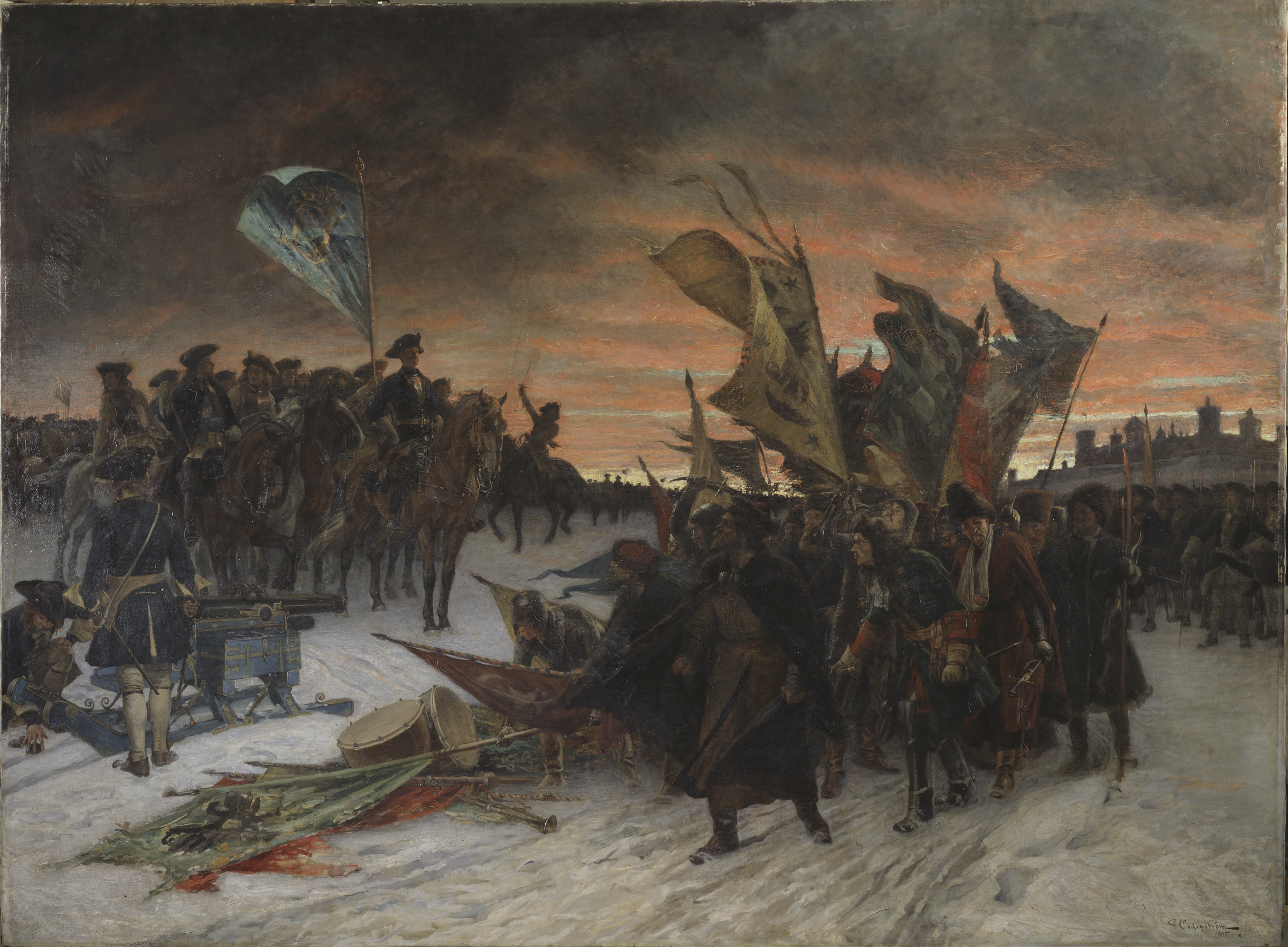
Szwedzkie zwycięstwo pod Narwą – obraz Gustafa Cederströma (1905)

Szarża polskich szwoleżerów pod Somosierrą (1808)

- 1016 – Został zamordowany, prawdopodobnie na polecenie okupującego północną Anglię króla Danii Knuta Wielkiego, król Anglii Edmund II.
- 1215 – Odbyło się ostatnie posiedzenie soboru laterańskiego IV.
- 1406 – Kardynał Angelo Correr został wybrany na papieża i przyjął imię Grzegorz XII.
- 1481 – Decydujące zwycięstwo najeźdźców kastylijskich nad tubylcami w bitwie pod Arucas na wyspie Gran Canaria.
- 1609 – Galileusz rozpoczął obserwację teleskopową Księżyca oraz szkicowanie jego powierzchni.
- 1612 – Zwycięstwo floty angielskiej nad portugalską w bitwie pod Suvali (Indie).
- 1700 – III wojna północna: zwycięstwo wojsk szwedzkich nad rosyjskimi w bitwie pod Narwą.
- 1718 – Król Szwecji Karol XII zginął podczas oblężenia norweskiej twierdzy Fredrikhald.
- 1734 – Wojna o sukcesję polską: kapitulacja austriackiego garnizonu w Kapui.
- 1755 – Włoch Luigi Centurione został przełożonym generalnym Towarzystwa Jezusowego.
- 1776 – Konsekrowano kościół niemiecki w Bratysławie, znany obecnie jako Wielki Kościół Ewangelicki.
- 1782 – Dyplomaci brytyjscy i amerykańscy podpisali w Paryżu preliminaria pokojowe kończące wojnę o niepodległość Stanów Zjednoczonych.
- 1786 – Wielki książę Toskanii Leopold II Habsburg, wprowadzając w życie reformę prawa karnego (kodeks karny dla Toskanii – Leopoldina), zniósł jako pierwszy karę śmierci oraz wszelkie kary cielesne i hańbiące.
- 1793 – I koalicja antyfrancuska: zwycięstwo wojsk pruskich nad francuskimi w trzydniowej bitwie pod Kaiserslautern.
- 1803:
  - Hiszpanie oficjalnie przekazali Luizjanę Francuzom.
  - Rewolucja haitańska: skapitulowali ostatni żołnierze francuskiego korpusu ekspedycyjnego na San Domingo.
- 1807 – Wojna na Półwyspie Iberyjskim: wojska francuskie pod wodzą generała Jeana Andoche’a Junota zajęły Lizbonę.
- 1808 – Wojna na Półwyspie Iberyjskim: polski 3. szwadron Szwoleżerów Gwardii przeprowadził zwycięską szarżę w czasie bitwy pod Somosierrą.
- 1822 – Wojna o niepodległość Grecji: oddziały greckie zdobyły twierdzę Nauplion.
- 1829 – Otwarto Pierwszy Kanał Wellandzki omijający wodospad Niagara.
- 1848 – W Neapolu odbyła się premiera włoskiej wersji opery Poliuto z muzyką Gaetana Donizettiego i librettem Salvatore Cammarano.
- 1853 – Wojna krymska: flota rosyjska zniszczyła flotę turecką w bitwie pod Synopą.
- 1863 – Kamehameha V został królem Hawajów.
- 1864 – Wojna secesyjna: zwycięstwo wojsk Unii w bitwie pod Franklin.
- 1872 – W Glasgow odbył się pierwszy oficjalny mecz między reprezentacjami narodowymi, w którym Szkocja zremisowała bezbramkowo z Anglią.
- 1883 – Luis Bográn został prezydentem Hondurasu.
- 1891 – Ponciano Leiva został po raz drugi prezydentem Hondurasu.
- 1894 – Francuski astronom Auguste Charlois odkrył planetoidę (395) Delia.
- 1895 – Manuel Antonio Barinaga został po raz drugi premierem Peru.
- 1906 – Segismundo Moret został po raz drugi premierem Hiszpanii.
- 1908 – 154 górników zginęło w wyniku eksplozji w kopalni węgla kamiennego w mieście Marianna w Pensylwanii.
- 1910 – W Santiago de Chile założono klub piłkarski Audax Italiano.
- 1911 – Prezydent Meksyku Francisco Madero, jako pierwsza głowa państwa na świecie, odbył lot samolotem.
- 1912:
  - Arcybiskup Santo Domingo Adolfo Alejandro Nouel został tymczasowym prezydentem Dominikany.
  - Papież Pius X ustanowił metropolię Edmonton w Kanadzie.
- 1917 – Dokonano oblotu brytyjskiego bombowca Vickers Vimy.
- 1918 – Rada Narodowa Pruskich Litwinów przyjęła Akt Tylżycki, oznajmiający o przyłączeniu północnej części Prus Wschodnich do Litwy.
- 1919 – Założono Łotewski Teatr Narodowy w Rydze.
- 1920 – Liberato Pinto został premierem Portugalii.
- 1923 – W Niemczech utworzono pierwszy rząd Wilhelma Marxa.
- 1935 – Konstantinos Demertzis został premierem Grecji.
- 1936 – W Londynie doszczętnie spłonął Kryształowy Pałac.
- 1938:
  - Emil Hácha został wybrany na urząd prezydenta Czechosłowacji.
  - Podczas transportu do więzienia w Jilavie żandarmi udusili przywódcę rumuńskiej nacjonalistycznej Żelaznej Gwardii Corneliu Zeleę Codreanu i jego 13 współtowarzyszy, a ich ciała zakopali w lesie. Dokładnie 2 lata później, po abdykacji króla Karola II, przejęciu władzy przez armię i Legion oraz proklamowaniu (14 września 1940) Rumunii Narodowym Państwem Legionowym, odbył się Bukareszcie ich uroczysty pogrzeb.
- 1939:
  - W Brazylii utworzono Park Narodowy Serra dos Órgãos.
  - ZSRR dokonał inwazji na Finlandię, co rozpoczęło tzw. wojnę zimową.
- 1940 – W wyniku niemieckiego nalotu bombowego na Southampton zginęło 137 osób.
- 1941:
  - Naczelny Wódz Polskich Sił Zbrojnych i premier Rządu na Uchodźstwie gen. Władysław Sikorski przyleciał do Kujbyszewa (Samary) na inspekcję formujących się tam polskich oddziałów.
  - Premiera amerykańskiej komedii romantycznej Dwulicowa kobieta w reżyserii George’a Cukora.
  - W lesie koło stacji kolejowej Rumbula rozpoczęła się masakra ok. 25 tys. Żydów, dokonana przez Niemców i ich łotewskich kolaborantów.
- 1942:
  - II wojna światowa w Afryce: wojska Wolnej Francji zdobyły Reunion, kontrolowany do tej pory przez rząd Vichy.
  - Samolot z gen. Władysławem Sikorskim na pokładzie został zmuszony do awaryjnego lądowania w kanadyjskim Montrealu.
  - Wojna na Pacyfiku: okręty japońskie i amerykańskie stoczyły bitwę pod Tassafarongą.
  - W III Rzeszy, w ramach programu eliminacyjnego Akcja T4, nakazano szpitalom psychiatrycznym głodzenie pacjentów.
- 1945:
  - Po 7 latach przerwy w Austrii ponownie wszedł do obiegu szyling zastępując reichsmarkę.
  - W Hamburgu wykonano wyroki śmierci na kapitanie, drugim oficerze i oficerze medycznym niemieckiego okrętu podwodnego U-852, skazanych za zamordowanie 13 marca 1944 roku 31 rozbitków ze storpedowanego wcześniej na południowym Atlantyku greckiego statku „Peleus”.
- 1947:
  - Około 75 Żydów zginęło, a kilkuset zostało rannych w pogromie w syryjskim Aleppo.
  - Wybuchła wojna domowa w Mandacie Palestyny.
- 1950 – Premiera samochodu osobowego Renault Frégate.
- 1954:
  - Johannes Gerhardus Strijdom został premierem Związku Południowej Afryki.
  - W miejscowości Oak Grove koło miasta Sylacauga w amerykańskim stanie Alabama 31-letnia Ann Hodges została trafiona meteorytem, który przebił dach jej domu.
- 1955 – Została przyjęta flaga Wietnamu.
- 1957 – Sześcioro dzieci zginęło w wyniku zamachu na odwiedzającego szkołę podstawową w Dżakarcie prezydenta Indonezji Sukarno.
- 1960 – Z linii montażowej zjechał ostatni egzemplarz samochodu należącej do koncernu Chrysler luksusowej marki DeSoto.
- 1962 – Birmański polityk U Thant został wybrany na sekretarza generalnego ONZ.
- 1963 – Prezydent abp Makarios III przedstawił trzynaście propozycji zmian w konstytucji Cypru.
- 1964 – Wystrzelono radziecką sondę marsjańską Zond 2.
- 1966 – Barbados uzyskał niepodległość (od Wielkiej Brytanii).
- 1967 – Jemen Południowy uzyskał niepodległość (od Wielkiej Brytanii).
- 1970 – Podczas swej 9. podróży apostolskiej papież Paweł VI zatrzymał się na kilka godzin na Samoa Amerykańskim, a następnie przybył do Australii.
- 1971 – Iran zaanektował należące do ZEA wysepki Abu Musa, Wielki Tunb i Mały Tunb w Zatoce Perskiej. W trakcie operacji zginęło 3 irańskich żołnierzy oraz 4 emirackich policjantów.
- 1972 – Paweł VI opublikował konstytucję apostolską Sacram Unctionem Infirmorum o namaszczeniu chorych.
- 1975 – Dahomej zmienił nazwę na Benin.
- 1979 – Ukazał się album The Wall zespołu Pink Floyd.
- 1980 – Papież Jan Paweł II ogłosił encyklikę Dives in misericordia.
- 1982 – Ukazał się drugi solowy album Michaela Jacksona Thriller, najlepiej sprzedający się album wszech czasów.
- 1983 – Mohammed Karim Lamrani został po raz drugi premierem Maroka.
- 1986 – Dokonano oblotu holenderskiego samolotu pasażerskiego Fokker 100.
- 1989 – Prezes zarządu Deutsche Bank Alfred Herrhausen zginął w zamachu bombowym w Bad Homburg w Hesji, przeprowadzonym przez Frakcję Czerwonej Armii.
- 1990:
  - W Japonii zadebiutowała konsola Super Nintendo.
  - Została uchwalona konstytucja Mozambiku.
- 1993:
  - Premiera dramatu wojennego Lista Schindlera w reżyserii Stevena Spielberga.
  - Uroczysko Kuropaty otrzymało status historyczno-kulturowego dziedzictwa Białorusi.
- 1994 – W Nowym Jorku został pięciokrotnie postrzelony i obrabowany amerykański raper Tupac Shakur.
- 1996 – Ukazała się pierwsza część gry komputerowej Diablo.
- 1999:
  - Poprzez połączenie firm Exxon i Mobil powstał największy na świecie koncern paliwowy ExxonMobil.
  - Powstał wielonarodowy koncern przemysłu zbrojeniowego i lotniczego BAE Systems.
  - W Seattle doszło do masowych demonstracji przeciwko szczytowi Światowej Organizacji Handlu, które to demonstracje stały się symbolicznym początkiem ruchu alterglobalistycznego.
- 2000 – Rozpoczęła się misja STS-97 wahadłowca Endeavour.
- 2001 – W Renton w stanie Waszyngton został aresztowany Gary Ridgway, seryjny morderca kilkudziesięciu prostytutek, znany jako „morderca znad Green River”.
- 2002 – Prochy Aleksandra Dumasa ojca przeniesiono do Panteonu w Paryżu.
- 2004 – 25 osób zginęło, a 142 zostały ranne w wyniku katastrofy indonezyjskiego samolotu McDonnell Douglas MD-80 podczas międzylądowania w mieście Surakarta na wyspie Jawa.
- 2005 – Urzędujący od 1967 roku (najdłużej w Afryce) prezydent Gabonu Omar Bongo został wybrany na kolejną kadencję.
- 2006 – Około 300 osób zginęło po zejściu lawiny błotnej ze zbocza wulkanu Mayon na filipińskiej wyspie Luzon.
- 2007:
  - 57 osób zginęło w katastrofie samolotu McDonnell Douglas MD-83 pod Ispartą w Turcji.
  - Papież Benedykt XVI wydał swą drugą encyklikę Spe salvi.
- 2008 – W Rumunii odbyły się wybory parlamentarne.
- 2011:
  - Dżabir Mubarak al-Hamad as-Sabah został mianowany na stanowisko premiera Kuwejtu.
  - W Mińsku zakończył się proces domniemanych sprawców zamachu w mińskim metrze, w którym Dzmitryj Kanawałau i Uładzisłau Kawalou zostali skazani na karę śmierci przez rozstrzelanie.
- 2012 – 32 osoby (w tym 26 na ziemi) zginęło w katastrofie samolotu transportowego Ił-76 w stolicy Konga Brazzaville.
- 2014 – Sprawujący poprzednio urząd prezydenta w latach 2005-10 Tabaré Vázquez wygrał ponownie wybory prezydenckie w Urugwaju.
- 2017 – Katrín Jakobsdóttir objęła urząd premiera Islandii.
- 2021:
  - Barbados przestał być monarchią i został republiką parlamentarną. Dotychczasowa gubernator generalna Sandra Mason została zaprzysiężona na pierwszego prezydenta kraju.
  - Magdalena Andersson objęła urząd premiera Szwecji.
- 2022 – Polska przegrała z Argentyną 0:2 w swym trzecim meczu grupowym podczas rozgrywanych w Katarze 22. Mistrzostw Świata w Piłce Nożnej i awansowała do ⅛ finału.

## Urodzili się
- 538 – Grzegorz z Tours, frankoński duchowny katolicki, biskup Tours, kronikarz, święty (zm. 594)
- 1302 – Andrzej Corsini, włoski duchowny katolicki, karmelita, biskup Fiesole, święty (zm. 1374)
- 1310 – Fryderyk II Poważny, margrabia Miśni, landgraf Turyngii (zm. 1349)
- 1327 – Andrzej Andegaweński, królewicz węgierski, książę Kalabrii (zm. 1345)
- 1340 – Jan de Berry, książę francuski (zm. 1416)
- 1426 – Jan IV Roth, niemiecki duchowny katolicki, biskup wrocławski, starosta generalny Śląska (zm. 1506)
- 1427 – Kazimierz IV Jagiellończyk, wielki książę litewski i król Polski (zm. 1492)
- 1466 – Andrea Doria, doża Genui (zm. 1560)
- 1485 – Veronica Gambara, włoska poetka (zm. 1550)
- 1498 – Andrés de Urdaneta, hiszpański duchowny katolicki, żeglarz, badacz południowego Pacyfiku (zm. 1568)
- 1508 – Andrea Palladio, włoski architekt (zm. 1580)
- 1554 – Philip Sidney, angielski prozaik, poeta, wojskowy (zm. 1586)
- 1565 – Piotr Fourier, francuski kanonik laterański, święty (zm. 1640)
- 1591 – Andrzej Bobola, polski jezuita, męczennik, święty, patron Polski (zm. 1657)
- 1599 – Andrea Sacchi, włoski malarz (zm. 1661)
- 1614 – William Howard, angielski arystokrata, męczennik, błogosławiony (zm. 1680)
- 1625 – Jean Domat, francuski prawnik (zm. 1696)
- 1626 – Cesare Pronti, włoski malarz (zm. 1708)
- 1636 – Adriaen van de Velde, holenderski malarz (zm. 1672)
- 1637 – Louis-Sébastien Le Nain de Tillemont, francuski duchowny katolicki, historyk (zm. 1698)
- 1642 – Andrea del Pozzo, włoski jezuita, malarz, architekt (zm. 1709)
- 1645 – Andreas Werckmeister, niemiecki kompozytor, organista (zm. 1706)
- 1658 – Jan Joachim Tarło, polski duchowny katolicki, jezuita, biskup kijowski i poznański (zm. 1732)
- 1660 – Victor Marie d’Estrées, francuski arystokrata, admirał, marszałek Francji (zm. 1737)
- 1667 – Jonathan Swift, irlandzki pisarz (zm. 1745)
- 1668 – Wilhelm August, książę Saksonii-Eisenach (zm. 1671)
- 1670 – John Toland, irlandzki filozof, pisarz polityczny, teolog (zm. 1722)
- 1683 – Ludwig Andreas von Khevenhüller, austriacki feldmarszałek (zm. 1744)
- 1684 – Andreas Möller, duński malarz (zm. 1762)
- 1699 – Chrystian VI Oldenburg, król Danii i Norwegii (zm. 1746)
- 1719 – Augusta Sachsen-Gotha, księżna Walii (zm. 1772)
- 1723 – William Livingston, amerykański przedsiębiorca, wojskowy, polityk (zm. 1790)
- 1728 – Ludwika Maria Poniatowska, polska szlachcianka (zm. 1781)
- 1735 – Onufry Kopczyński, polski duchowny katolicki, poeta łaciński, pijar, językoznawca, pedagog, autor podręczników (zm. 1817)
- 1738 – Thomas Robinson, brytyjski arystokrata, polityk, dyplomata (zm. 1786)
- 1739 – Göran Rothman, szwedzki lekarz, przyrodnik (zm. 1778)
- 1748 – Joachim Albertini, polski kompozytor pochodzenia włoskiego (zm. 1812)
- 1752 – Augusta Sachsen-Gotha-Altenburg, księżniczka Saksonii-Gotha-Altenburg, księżna Schwarzburg-Rudolstadt (zm. 1805)
- 1756 – Ernst Chladni, niemiecki fizyk, geolog (zm. 1827)
- 1762 – Samuel Egerton Brydges, brytyjski bibliograf, historyk literatury, polityk (zm. 1837)
- 1766:
  - Andrzej Masłowski, polski zegarmistrz, wynalazca, skrzypek amator (zm. 1828)
  - Johann Gottlieb Schultz, polski lekarz, botanik pochodzenia niemieckiego (zm. 1827)
- 1768 – Jędrzej Śniadecki, polski lekarz, chemik, biolog, filozof, publicysta, satyryk (zm. 1838)
- 1770 – Andrew Blayney, brytyjski arystokrata, dowódca wojskowy (zm. 1832)
- 1783 – Andrzej Franciszek Ksawery Dybek, polski chirurg (zm. 1826)
- 1788 – Kazimierz Bujnicki, polski pisarz, encyklopedysta (zm. 1878)
- 1793 – Johann Lukas Schönlein, niemiecki lekarz (zm. 1864)
- 1795 – Jan Fryderyk Wilhelm Malcz, polski lekarz, uczestnik powstania listopadowego (zm. 1852)
- 1796 – Carl Loewe, niemiecki kompozytor, śpiewak (zm. 1869)
- 1797 – Andrzej Antoni Plichta, polski szlachcic, polityk (zm. 1866)
- 1799 – (lub 1797) Józef Łukaszewicz, polski historyk, publicysta, wydawca, bibliotekarz (zm. 1873)
- 1800:
  - Alexander Pope Field, amerykański prawnik, polityk (zm. 1876)
  - Franz Unger, austriacki lekarz, botanik, mykolog, fizjolog roślin, paleontolog, wykładowca akademicki (zm. 1870)
- 1801 – Teognost (Lebiediew), rosyjski biskup prawosławny (zm. 1869)
- 1802:
  - Tomasz Andrzej Chełchowski, polski aktor, przedsiębiorca teatralny, organizator ruchu teatralnego na prowincji (zm. 1861)
  - Friedrich Adolf Trendelenburg, niemiecki filozof, filolog, pedagog (zm. 1872)
- 1810 – Oliver Winchester, amerykański konstruktor, przemysłowiec (zm. 1880)
- 1812 – Auguste Duméril, francuski zoolog (zm. 1870)
- 1813:
  - Charles-Valentin Alkan, francuski pianista, kompozytor (zm. 1888)
  - Nataniel (Leandrow), rosyjski biskup prawosławny (zm. 1888)
- 1817 – Theodor Mommsen, niemiecki historyk, poeta, prawnik, laureat literackiej Nagrody Nobla (zm. 1903)
- 1819:
  - Cyrus West Field, amerykański przedsiębiorca (zm. 1882)
  - Nektariusz (Nadieżdin), rosyjski biskup prawosławny (zm. 1873)
- 1822 – Wilhelm Kergel, austriacki filolog klasyczny, wykładowca akademicki (zm. 1891)
- 1824 – Johan Hendrik Weissenbruch, holenderski malarz (zm. 1903)
- 1825 – William-Adolphe Bouguereau, francuski malarz (zm. 1905)
- 1831 – Ippolito Nievo, włoski prozaik, poeta (zm. 1861)
- 1833 – Artur Hazelius, szwedzki badacz folkloru, nauczyciel (zm. 1901)
- 1835:
  - William C. Oates, amerykański generał, prawnik, polityk (zm. 1910)
  - Mark Twain, amerykański pisarz, humorysta (zm. 1910)
- 1840 – Wilhelm Heinrich Erb, niemiecki neurolog (zm. 1921)
- 1842 – Fernando León y Castillo, hiszpański dyplomata, polityk (zm. 1918)
- 1847:
  - August Klughardt, niemiecki kompozytor, dyrygent (zm. 1902)
  - Afonso Pena, brazylijski polityk, prezydent Brazylii (zm. 1909)
- 1848 – Wilhelm Kotarbiński, polski malarz (zm. 1921)
- 1849 – Stanisław Łazarski, polski adwokat, polityk (zm. 1938)
- 1851 – Andrea Costa, włoski anarchista, socjalista (zm. 1910)
- 1854 – Paweł Winogradow, rosyjski historyk, mediewista (zm. 1925)
- 1857 – Odo Bujwid, polski bakteriolog (zm. 1942)
- 1858 – Jagadis Chandra Bose, indyjski fizyk, fizjolog roślin (zm. 1937)
- 1861:
  - Joseph Clark, amerykański tenisista, działacz sportowy (zm. 1956)
  - Ludwig Thuille, austriacki kompozytor, pedagog (zm. 1907)
- 1862 – Karl Emil Ståhlberg, fiński inżynier, fotograf, pionier kinematografii (zm. 1919)
- 1864 – Andrzej Mielęcki, polski działacz społeczny i polityczny na Śląsku, lekarz (zm. 1920)
- 1868 – Angela Brazil, brytyjska pisarka (zm. 1947)
- 1869:
  - Gustaf Dalén, szwedzki wynalazca (zm. 1937)
  - Stanisław Wyrzykowski, polski pisarz, tłumacz (zm. 1949)
- 1872:
  - John McCrae, kanadyjski podpułkownik, chirurg wojskowy, poeta, prozaik (zm. 1918)
  - Isidre Nonell, hiszpański malarz (zm. 1911)
- 1874:
  - Winston Churchill, brytyjski polityk, mówca, strateg, pisarz, historyk, premier Wielkiej Brytanii, laureat literackiej Nagrody Nobla (zm. 1965)
  - Lucy Maud Montgomery, kanadyjska pisarka (zm. 1942)
- 1875 – Otto Strandman, estoński polityk, premier i prezydent Estonii (zm. 1941)
- 1880: 
  - Adam Czerniaków, polski inżynier, działacz żydowski (zm. 1942)
  - Richard Henry Tawney, brytyjski historyk i działacz społeczny, socjalista (zm. 1962)
- 1881 – Edvard Gylling, fiński i radziecki polityk komunistyczny (zm. 1938)
- 1882:
  - Andrzej Janeczek, polski związkowiec, polityk (zm. 1958)
  - Édouard Mény de Marangue, francuski tenisista (zm. 1960)
- 1885 – Albert Kesselring, niemiecki feldmarszałek (zm. 1960)
- 1886 – František Hájek, czeski profesor medycyny sądowej (zm. 1962)
- 1888:
  - Percy Almstedt, szwedzki żeglarz sportowy (zm. 1937)
  - Ralph Hartley, amerykański elektronik, wynalazca (zm. 1970)
  - Stanisław Vincenz, polski pisarz, filozof, tłumacz (zm. 1971)
- 1889:
  - Edgar Douglas Adrian, brytyjski fizjolog (zm. 1977)
  - Józef Teslar, polski oficer, poeta, tłumacz (zm. 1961)
- 1890 – József Munk, węgierski pływak pochodzenia żydowskiego (zm. ?)
- 1891 – Andrzej Bieńkowski, polski sierżant sztabowy (zm. 1964)
- 1893:
  - Väinö Kajander, fiński zapaśnik (zm. 1978)
  - Izrael Jehoszua Singer, polsko-żydowski pisarz, dramaturg, dziennikarz (zm. 1944)
- 1894:
  - Basil Bennett, amerykański lekkoatleta, młociarz (zm. 1938)
  - Jan Kądziela, polski działacz niepodległościowy (zm. ?)
  - Iosif Kibort, rosyjski rewolucjonista, czekista (zm. 1937)
  - Donald Ogden Stewart, amerykański scenarzysta filmowy (zm. 1980)
- 1895:
  - Johann Nepomuk David, austriacki kompozytor (zm. 1977)
  - Adam Kukliński, polski polityk, poseł na Sejm RP (zm. 1940)
  - Stanisław Pękalski, polski malarz, witrażysta (zm. 1967)
  - Andrzej Przerwanek, polski sierżant (zm. 1920)
  - Andrew Wright, brytyjski urzędnik kolonialny (zm. 1971)
- 1896:
  - Boelie Kessler, holenderski piłkarz (zm. 1971)
  - Jan Verheijen, holenderski sztangista (zm. 1973)
- 1897:
  - Aleksander Danieluk, polski działacz komunistyczny (zm. 1937)
  - Karl Decker, niemiecki generał wojsk pancernych (zm. 1945)
  - Nikołaj Kiriłłow, radziecki generał major (zm. 1950)
  - Octávio Trompowsky, brazylijski szachista pochodzenia polskiego (zm. 1984)
- 1898:
  - Andrzej Krzewniak, polski związkowiec, polityk, prezydent Białegostoku (zm. 1951)
  - Joe Lynch, amerykański bokser (zm. 1965)
  - Florian Piotrowski, polski chirurg (zm. 1973)
- 1899:
  - Andriej Krawczenko, radziecki generał pułkownik (zm. 1963)
  - Marian Lityński, polski profesor nauk rolniczych (zm. 1984)
  - Michaś Łyńkow, białoruski pisarz, tłumacz (zm. 1975)
- 1901:
  - Erich Burck, niemiecki filolog klsyczny (zm. 1994)
  - Andrzej Gródek, polski ekonomista, historyk gospodarki, wykładowca akademicki (zm. 1959)
  - Józef Łaszewski, polski wioślarz (zm.?)
  - Alfons Sycylijski, książę Kalabrii (zm. 1964)
- 1902:
  - Maria Bellonci, włoska pisarka, dziennikarka (zm. 1986)
  - Andrzej Racięski, polski major piechoty (zm. 1983)
- 1903:
  - Claude Arrieu, francuska kompozytorka (zm. 1990)
  - Gieorgij Awienarius, radziecki filmoznawca (zm. 1958)
- 1904:
  - Wiktor Franz, polski filozof, dziennikarz, literat, orientalista, bibliofil, działacz harcerski (zm. 1980)
  - Andrzej Kuśniewicz, polski prozaik, poeta, eseista (zm. 1993)
  - Clyfford Still, amerykański malarz (zm. 1980)
- 1905:
  - Józef Blak, polski działacz spółdzielczy, polityk, poseł na Sejm Ustawodawczy (zm. 1980)
  - Knud Børge Martinsen, duński wojskowy, kolaborant (zm. 1949)
- 1906:
  - John Dickson Carr, amerykański pisarz (zm. 1977)
  - Andrzej Sołtan-Pereświat, polski wioślarz, żołnierz (zm. 1939)
- 1907:
  - Jacques Barzun, amerykański filozof, historyk pochodzenia francuskiego (zm. 2012)
  - Nikołaj Guriejew, radziecki polityk (zm. 1978)
  - Alfred Schmitt, francuski astronom (zm. 1975)
- 1908:
  - Władysław Klemczak, polski lekkoatleta, tyczkarz, żołnierz (zm. 1939)
  - Eugeniusz Madejski, polski historyk, pedagog (zm. 1986)
- 1909:
  - Zbigniew Błoński, polski porucznik pilot (zm. 1940)
  - Robert Nighthawk, amerykański wokalista i gitarzysta bluesowy (zm. 1967)
- 1910:
  - Johannes Hendrik Feldmeijer, holenderski polityk, kolaborant, szef holenderskiego SS (zm. 1945)
  - Jean Fievez, belgijski piłkarz (zm. 1997)
- 1911:
  - Andrzej Bukowski, polski filolog, polonista, historyk literatury, publicysta, wydawca (zm. 1997)
  - Shōichi Nishimura, japoński piłkarz (zm. 1998)
- 1912:
  - Hugo del Carril, argentyński aktor, reżyser filmowy, wokalista (zm. 1989)
  - Giulio Gerardi, włoski biegacz narciarski (zm. 2001)
  - Mykoła Machynia, ukraiński piłkarz, trener (zm. 1990)
  - Walter Jackson Ong, amerykański jezuita, profesor literatury angielskiej, historyk religii, filozof (zm. 2003)
  - Arturo Paoli, włoski duchowny katolicki (zm. 2015)
- 1913 – Romuald Rajs, polski kapitan, żołnierz AK i NZW, zbrodniarz wojenny[4][5] (zm. 1949)
- 1914:
  - Charles Hawtrey, brytyjski aktor komediowy (zm. 1988)
  - Zygmunt Wolanin, polski major, uczestnik podziemia antykomunistycznego (zm. 1946)
- 1915 – Henry Taube, kanadyjski chemik, laureat Nagrody Nobla (zm. 2005)
- 1916:
  - Józef Ponikiewski, polski porucznik marynarki wojennej (zm. 1943)
  - Armand Putzeys, belgijski kolarz szosowy (zm. 2003)
- 1917 – Joanna Guze, polska historyk sztuki, eseistka, tłumaczka (zm. 2009)
- 1918:
  - Markus Kac, polski działacz komunistyczny pochodzenia żydowskiego (zm. 2005)
  - Efrem Zimbalist Jr., amerykański aktor pochodzenia żydowskiego (zm. 2014)
- 1919 – Władysław Marek, polski rolnik, polityk, poseł na Sejm PRL (zm. 2009)
- 1920:
  - Virginia Mayo, amerykańska aktorka (zm. 2005)
  - Andrzej Wakar, polski historyk, pisarz (zm. 1995)
  - Andrzej Zientarski, polski prawnik, sędzia, historyk (zm. 1992)
- 1921:
  - Edward Adamczyk, polski lekkoatleta, wieloboista (zm. 1993)
  - Bram Appel, holenderski piłkarz, trener (zm. 1997)
  - Herman Münninghoff, holenderski duchowny katolicki, posługujący w Indonezji, biskup Jayapury (zm. 2018)
- 1922:
  - Wiktor Górka, polski grafik, plakacista (zm. 2004)
  - Józef Szczepański, polski poeta, podporucznik, żołnierz AK, uczestnik powstania warszawskiego (zm. 1944)
- 1923:
  - Wanda Bajerówna, polska aktorka (zm. 2014)
  - Sonia Horn, polska harcerka, działaczka polskiego podziemia (zm. 1945)[6]
  - Anna Danuta Sławińska, polska sanitariuszka, uczestniczka powstania warszawskiego, przewodniczka turystyczna, pamiętnikarka (zm. 2006)
- 1924:
  - Menelaos Chadzijeorjiu, grecki ginekolog, działacz sportowy, polityk, eurodeputowany (zm. 2020)
  - Klaus Huber, szwajcarski kompozytor, dyrygent, skrzypek, pedagog (zm. 2017)
  - Władysław Mróz, polski generał dywizji, profesor nauk wojskowych (zm. 2010)
  - André Weckmann, francuski prozaik, poeta (zm. 2012)
- 1925:
  - Maryon Pittman Allen, amerykańska dziennikarka, polityk, senator (zm. 2018)
  - Vojtěch Jasný, czeski reżyser i scenarzysta filmowy (zm. 2019)
- 1926:
  - Richard Crenna, amerykański aktor (zm. 2003)
  - Andrew Schally, amerykański lekarz, biochemik, laureat Nagrody Nobla pochodzenia polskiego (zm. 2024)
- 1927:
  - Robert Guillaume, amerykański aktor (zm. 2017)
  - Zofia Mayr, polska aktorka (zm. 2014)
  - Nina Polan, polska aktorka (zm. 2014)
- 1928:
  - Jerzy Bidziński, polski neurochirurg (zm. 2019)
  - Bernard Heidsieck, francuski poeta (zm. 2014)
  - Peter Hans Kolvenbach, holenderski duchowny katolicki, jezuita, przełożony generalny Towarzystwa Jezusowego (zm. 2016)
  - Karin Söder, szwedzka nauczycielka, polityk (zm. 2015)
- 1929:
  - Eve Brent, amerykańska aktorka (zm. 2011)
  - Janusz Górski, polski ekonomista, polityk (zm. 1986)
  - Lea Koenig, izraelska aktorka, piosenkarka
- 1930:
  - James Boyd, amerykański bokser (zm. 1997)
  - Roman Dzwonkowski, polski duchowny katolicki, pallotyn, socjolog, wykładowca akademicki (zm. 2020)
  - Henri Gréder, francuski kierowca wyścigowy i rajdowy (zm. 2012)
  - Jacques Hamel, francuski duchowny katolicki, Sługa Boży (zm. 2016)
  - Zdzisław Łapiński, polski teoretyk i historyk literatury
  - Lila Ram, indyjski zapaśnik (zm. 2003)
  - Richie Regan, amerykański koszykarz, trener (zm. 2002)
  - Bogdan Wojdowski, polski pisarz, krytk literacki i teatralny, publicysta pochodzenia żydowskiego (zm. 1994)
- 1931:
  - Jean-François Chiappe, francuski historyk, dziennikarz, pisarz, polityk (zm. 2001)
  - Andrzej Czcibor-Piotrowski, polski poeta, prozaik, tłumacz (zm. 2014)
  - Nił Hilewicz, białoruski poeta, działacz kulturalny, polityk (zm. 2016)
  - Grażyna Karolewicz, polska historyk, wykładowczyni akademicka (zm. 2024)
  - Jerzy Toczołowski, polski okulista, wykładowca akademicki (zm. 2020)
  - Susi Wirz, szwajcarska łyżwiarka figurowa
  - Władysław Andrzej Wolkenberg, polski elektrotechnik, elektronik, wykładowca akademicki (zm. 2014)
- 1932:
  - Pál Berendi, węgierski piłkarz (zm. 2019)
  - Fernando Mario Chávez, meksykański duchowny katolicki, biskup Zacatecas (zm. 2021)
  - Jos Hoevenaers, belgijski kolarz szosowy (zm. 1995)
- 1933:
  - Laura Balbo, włoska socjolog, wykładowczyni akademicka, polityk
  - Tadeusz Kojder, polski generał brygady (zm. 2017)
  - Warren Munson, amerykański aktor
  - Mitsuhiro Ōhira, japoński zapaśnik
  - Livio Paladin, włoski prawnik, wykładowca akademicki, polityk (zm. 2000)
  - Bonawentura Maciej Pawlicki, polski architekt, historyk architektury i urbanistyki, wykładowca akademicki (zm. 2019)
  - Jeanloup Sieff, francuski fotograf mody pochodzenia polskiego (zm. 2000)
  - Algirdas Vapšys, litewski inżynier, polityk (zm. 2021)
  - Andrzej Weber, polski architekt (zm. 1996)
- 1934:
  - Sión Cóhen, panamski zapaśnik
  - Wiaczesław Niewinny, rosyjski aktor (zm. 2009)
- 1935:
  - Woody Allen, amerykański aktor, scenarzysta, producent i reżyser filmowy, pisarz, kompozytor, muzyk
  - Stojan Andow, macedoński ekonomista, polityk, przewodniczący Zgromadzenia Republiki Macedonii (zm. 2024)
  - Paul Gratzik, niemiecki pisarz (zm. 2018)
  - Hélder Macedo, portugalski prozaik, poeta
  - Reynald Rouleau, kanadyjski duchowny katolicki, biskup Churchill-Zatoka Hudsona
- 1936:
  - Eric Walter Elst, belgijski astronom (zm. 2022)
  - Knud Enemark Jensen, duński kolarz szosowy (zm. 1960)
  - Abbie Hoffman, amerykański działacz społeczny pochodzenia żydowskiego (zm. 1989)
  - Henry Ssentongo, ugandyjski duchowny katolicki, biskup Moroto (zm. 2019)
  - Abdul Waheed Khan, pakistański hokeista na trawie (zm. 2022)
- 1937:
  - Eduard Artiemjew, rosyjski kompozytor muzyki filmowej (zm. 2022)
  - Sean Dunphy, irlandzki piosenkarz (zm. 2011)
  - Frank Ifield, brytyjski piosenkarz (zm. 2024)
  - Luther Ingram, amerykański piosenkarz, producent muzyczny (zm. 2007)
  - Jesús del Muro, meksykański piłkarz, trener (zm. 2022)
  - Monica Nielsen, szwedzka aktorka (zm. 2025)
  - Ridley Scott, brytyjski reżyser i producent filmowy
  - Dragoslav Šekularac, serbski piłkarz, trener (zm. 2019)
  - Tom Simpson, brytyjski kolarz szosowy i torowy (zm. 1967)
- 1938:
  - Jean Eustache, francuski reżyser filmowy (zm. 1981)
  - Mikko Pesälä, fiński polityk
- 1939:
  - Șerban Ciochină, rumuński lekkoatleta, trójskoczek (zm. 2023)
  - Chandra Bahadur Dangi, nepalski tkacz, najniższy człowiek świata (zm. 2015)
  - Adam Greenberg, izraelski i amerykański operator filmowy
- 1940:
  - Pavel Doležel, czeski kolarz torowy i szosowy
  - Rafał Marszałek, polski historyk i krytyk filmowy, nowelista, scenarzysta filmów dokumentalnych, szachista
  - Ion Monea, rumuński bokser (zm. 2011)
  - Alviero Niccacci, włoski biblista, filolog
  - José Pedro Pérez-Llorca, hiszpański prawnik, polityk, minister spraw zagranicznych (zm. 2019)
  - Moacyr José Vitti, brazylijski duchowny katolicki, arcybiskup Kurytyby (zm. 2014)
- 1941:
  - Jakub Erol, polski grafik, plakacista (zm. 2018)
  - Ali Hasan al-Madżid, iracki dowódca wojskowy (zm. 2010)
- 1942:
  - Józef Gutowski, polski polityk, rolnik, poseł Sejm RP
  - Günter Mielke, niemiecki lekkoatleta, długodystansowiec (zm. 2010)
  - Jamie Muir, brytyjski perkusista, członek zespołu King Crimson, malarz (zm. 2025)
- 1943:
  - Rolf Edling, szwedzki szpadzista
  - Rob Grill, amerykański piosenkarz, autor tekstów (zm. 2011)
  - Kaoru Ikeya, japoński astronom amator
  - Uwe Laysiepen, niemiecki fotograf, performer (zm. 2020)
  - Terrence Malick, amerykański reżyser, scenarzysta i producent filmowy
  - Annette Messager, francuska artystka, feministka
  - Andrula Wasiliu, cypryjska pierwsza dama, polityk
- 1944:
  - Joseph Boakai, liberyjski polityk, wiceprezydent Liberii
  - George Graham, szkocki piłkarz, trener
  - Christian Hauvette, francuski architekt (zm. 2011)
  - Houmane Jarir, marokański piłkarz (zm. 2018)
  - Benjamin Kogo, kenijski lekkoatleta, długodystansowiec (zm. 2022)
- 1945:
  - Andrzej Andraszak, polski polityk, poseł na Sejm PRL (zm. 2006)
  - Hilary Armstrong, brytyjska polityk
  - Billy Drago, amerykański aktor, producent filmowy, kaskader (zm. 2019)
  - Roger Glover, brytyjski basista, kompozytor, autor tekstów, producent muzyczny, członek zespołu Deep Purple
  - Mohammed Hazzaz, marokański piłkarz (zm. 2018)
  - Radu Lupu, rumuński pianista (zm. 2022)
  - Ryszard Żołyniak, polski polityk, samorządowiec, senator RP
- 1946:
  - Marina Abramović, serbska artystka intermedialna
  - Barbara Cubin, amerykańska polityk
- 1947:
  - Sergio Badilla Castillo, chilijski poeta, dramaturg, eseista
  - Wasil Kuryłau, białoruski piłkarz (zm. 2019)
  - Sława Lisiecka, polska tłumaczka literatury niemieckojęzycznej
  - David Mamet, amerykański dramaturg, reżyser i scenarzysta filmowy pochodzenia żydowskiego
  - Moses Nagamootoo, gujański polityk, premier Gujany pochodzenia tamilskiego
- 1948:
  - Larry Bishop, amerykański aktor, scenarzysta i reżyser filmowy i telewizyjny
  - Lew Browarski, ukraiński piłkarz, trener (zm. 2009)
  - Philippe Garot, belgijski piłkarz (zm. 2023)
- 1949:
  - Jim Chones, amerykański koszykarz
  - Matthew Festing, brytyjski arystokrata, wielki mistrz zakonu joannitów (zm. 2021)
  - Linda Gustavson, amerykańska pływaczka
  - Andrej Hryc, słowacki aktor (zm. 2021)
  - Nicholas Woodeson, brytyjski aktor
- 1950:
  - Eduardo Amorim, brazylijski piłkarz, trener
  - J. Arch Getty, amerykański historyk, sowietolog (zm. 2025)
  - Władimir Gordiejew, rosyjski żużlowiec
  - Larry Hoover, amerykański mafioso
  - Serhij Kuzniecow, ukraiński piłkarz
  - Józef Kwiatkowski, polski piłkarz, trener
  - Piotr Marek, polski wokalista, gitarzysta, autor tekstów, członek zespołu Düpą, malarz, fotograf (zm. 1985)
  - Eugeniusz Morawski, polski polityk, minister transportu i gospodarki morskiej
  - Wolfgang Niersbach, niemiecki dziennikarz, działacz piłkarski
  - Claudia Rieschel, niemiecka aktorka
  - Alberto Valdés Lacarra, meksykański jeździec sportowy (zm. 2020)
  - Paul Westphal, amerykański koszykarz (zm. 2021)
- 1951:
  - Susan Corrock, amerykańska narciarka alpejska
  - Asrat Haile, etiopski piłkarz (zm. 2024)
  - Nazarij Jaremczuk, ukraiński śpiewak estradowy (tenor) (zm. 1995)
- 1952:
  - Michèle Gurdal, belgijska tenisistka
  - Mandy Patinkin, amerykański aktor
  - Dick Schoenaker, holenderski piłkarz
- 1953:
  - Mike Espy, amerykański polityk
  - June Pointer, amerykańska wokalistka, członkini zespołu The Pointer Sisters (zm. 2006)
- 1954:
  - Dariusz Bitner, polski pisarz, krytyk literacki
  - Ołeksandr Bojko, ukraiński piłkarz, trener
  - Muli Katzurin, izraelski trener koszykówki
  - Simonetta Stefanelli, włoska aktorka
  - Lawrence Summers, amerykański ekonomista, wykładowca akademicki, polityk pochodzenia żydowskiego
- 1955:
  - Richard Burr, amerykański polityk, senator
  - Kevin Conroy, amerykański aktor (zm. 2022)
  - Andrzej Gawłowski, polski polityk, poseł na Sejm RP i eurodeputowany
  - Billy Idol, brytyjski muzyk, wokalista
  - Muricy Ramalho, brazylijski piłkarz, trener
  - Marek Sobczyk, polski malarz, aukcjoner, projektant graficzny, teoretyk sztuki, pedagog
- 1956:
  - Əli Əsədov, azerbejdżański polityk, premier Azerbejdżanu
  - Stephen Dillane, brytyjski aktor
  - Heinz Rudolf Kunze, niemiecki muzyk, literat, publicysta
  - Ace Rusevski, macedoński bokser
- 1957:
  - Richard Barbieri, brytyjski klawiszowiec, członek zespołów Japan i Porcupine Tree
  - Nancy Everhard, amerykańska aktorka
  - Patrick McLoughlin, brytyjski polityk
  - Colin Mochrie, szkocko-kanadyjski aktor, komik
  - Celso Roth, brazylijski piłkarz, trener
  - Tomorowo Taguchi, japoński aktor, wokalista, członek zespołu Bachikaburi
  - Andrzej Urny, polski gitarzysta, kompozytor, aranżer, producent muzyczny, członek zespołów: Irjan, Dżem, Perfect i Krzak (zm. 2021)
- 1958:
  - Michel Bibard, francuski piłkarz
  - Miodrag Ješić, serbski piłkarz, trener (zm. 2022)
  - Gary Lewis, brytyjski aktor
  - James McCaffrey, amerykański aktor (zm. 2023)
  - Gloria Polo, kolumbijska dentystka, mistyczka katolicka
  - Krzysztof Urbanowicz, polski piłkarz (zm. 2014)
- 1959:
  - Cherie Currie, amerykańska piosenkarka, aktorka
  - Sylvia Hanika, niemiecka tenisistka
  - Fatmir Koçi, albański reżyser, scenarzysta i producent filmowy
  - Andrzej Kruszewicz, polski ornitolog, podróżnik
  - András Veres, węgierski duchowny katolicki, biskup Szombathely
- 1960:
  - Hiam Abbass, palestyńska aktorka, reżyserka filmowa
  - Gary Lineker, angielski piłkarz
  - Jean-Louis Zanon, francuski piłkarz
- 1961:
  - Innocent Egbunike, nigeryjski lekkoatleta, sprinter
  - Nicolette Hellemans, holenderska wioślarka
  - Andrzej Krukowski, polski aktor
  - Andrzej Misiołek, polski nauczyciel akademicki, polityk, senator RP
  - Ian Morris, trynidadzki lekkoatleta, sprinter
  - Paul Olawoore, nigeryjski duchowny katolicki, biskup Ilorin (zm. 2022)
  - Andrzej Radomski, polski zapaśnik, grappler, przestępca
  - Wadeck Stanczak, francuski aktor pochodzenia polskiego
  - Andriejus Stančikas, litewski rolnik, działacz gospodarczy, samorządowiec, polityk
  - Wiktor Stasiak, polski samorządowiec, polityk, senator RP
- 1962:
  - Aleksandr Borodiuk, rosyjski piłkarz, trener
  - Elvira Diamanti, albańska aktorka
  - Troy Douglas, holenderski lekkoatleta, sprinter pochodzenia bermudzkiego
  - Bo Jackson, amerykański futbolista, baseballista
  - Werner Kiem, włoski biathlonista
  - Dorota Zawadzka, polska pedagog, psycholog, osobowość telewizyjna
- 1963:
  - Ingrid Hirschhofer, austriacka narciarka na trawie
  - Gianfranco Rosi, włoski reżyser, scenarzysta, operator i producent filmowy
  - David Yates, brytyjski reżyser filmowy
  - Justyna Zbiróg, polska aktorka
- 1964:
  - Richard Brake, amerykański aktor pochodzenia walijskiego
  - Antonina Choroszy, polska aktorka
  - Manuel Martín Cuenca, hiszpański reżyser, scenarzysta i producent filmowy
  - Bernadeta Hordejuk, polska działaczka samorządowa, przewodnicząca Sejmiku Województwa Warmińsko-Mazurskiego
  - Jehudiel (Tabatadze), gruziński duchowny prawosławny
  - Henk-Jan Zwolle, holenderski wioślarz
- 1965:
  - Akishino, japoński książę
  - Aldair, brazylijski piłkarz
  - Marek Cebula, polski polityk, samorządowiec, poseł na Sejm RP, burmistrz Krosna Odrzańskiego
  - David Laws, brytyjski polityk
  - Ben Stiller, amerykański aktor, reżyser i producent filmowy, pisarz
- 1966:
  - Lenny Abrahamson, irlandzki reżyser i scenarzysta filmowy i telewizyjny pochodzenia żydowskiego
  - Diamantino Antunes, portugalski duchowny katolicki, biskup Tete w Mozambiku
  - David Berkoff, amerykański pływak
  - Kim Kielsen, grenlandzki polityk, premier Grenlandii
  - Kipkemboi Kimeli, kenijski lekkoatleta, długodystansowiec (zm. 2010)
  - Kent Kinnear, amerykański tenisista
  - Mika Salo, fiński kierowca wyścigowy
- 1967:
  - Ulf Hielscher, niemiecki bobsleista
  - Justin Lazard, amerykański aktor, producent filmowy i telewizyjny
  - Lestari Moerdijat, indonezyjska archeolożka i polityczka
- 1968:
  - Anca Boagiu, rumuńska polityk
  - Des’ree, brytyjska piosenkarka pochodzenia barbadoskiego
  - Laurent Jalabert, francuski kolarz szosowy
  - Rica Matsumoto, japońska aktorka głosowa, piosenkarka
- 1969:
  - Diao Yinan, chiński scenarzysta, reżyser filmowy i teatralny
  - Marc Goossens, belgijski kierowca wyścigowy
  - Trina Gulliver, angielska darterka
  - Stephen Mamza, nigeryjski duchowny katolicki, biskup Yola
  - Catherina McKiernan, irlandzka lekkoatletka, biegaczka długodystansowa
  - Marko Mihkelson, estoński dziennikarz, polityk
  - Jean-Martin Mouloungui, gaboński piłkarz
  - Paweł Możejko, polski fizyk
- 1970:
  - Phil Babb, irlandzki piłkarz
  - Yayuk Basuki, indonezyjska tenisistka
  - André Bradford, portugalski samorządowiec, polityk, eurodeputowany (zm. 2019)
  - Jacek Gdański, polski szachista, urzędnik państwowy
  - Walter Emanuel Jones, amerykański aktor, tancerz
  - Natalie Williams, amerykańska koszykarka, trenerka
- 1971:
  - Jessalyn Gilsig, kanadyjska aktorka
  - Hiep Thi Le, wietnamska aktorka (zm. 2017)
  - Kristi Noem, amerykańska polityk, kongreswoman
  - Pia Olsen Dyhr, duńska polityk
  - Iván Rodríguez, portorykański baseballista
  - Gerard van Velde, holenderski łyżwiarz szybki
  - Andrzej Zarzecki, polski żużlowiec (zm. 1993)
- 1972:
  - Łukasz Matecki, polski aktor
  - David Michôd, australijski reżyser i scenarzysta filmowy
  - Marek Modzelewski, polski lekarz, scenarzysta telewizyjny, dramaturg
  - Abel Xavier, portugalski piłkarz pochodzenia mozambickiego
- 1973:
  - Nimród Antal, węgierski aktor, reżyser i operator filmowy
  - Christian, kanadyjski wrestler, aktor
  - Fab Filippo, kanadyjski aktor pochodzenia włoskiego
  - Michaël Goossens, belgijski piłkarz
  - John Moyer, amerykański basista, członek zespołów Disturbed i Adrenaline Mob
  - Rafael Rokaszewicz, polski samorządowiec, prezydent Głogowa
- 1974:
  - Augustine Ahinful, ghański piłkarz
  - Magali Amadei, francuska modelka
  - Damián Austin, kubański bokser
  - David Cormand, francuski samorządowiec, polityk, eurodeputowany
  - Dashnor Kastrioti, albański piłkarz
  - Hałyna Kruk, ukraińska historyk literatury, poetka, pisarka, tłumaczka
  - Karin Moroder, włoska biegaczka narciarska
  - Franck Perque, francuski kolarz torowy i szosowy
  - Miklós Salamon, węgierski piłkarz
- 1975:
  - Erika Bello, włoska wioślarka
  - Rosey Fletcher, amerykańska snowboardzistka
  - Agnieszka Glińska, polska montażystka filmowa
  - Adnan Gušo, bośniacki piłkarz, bramkarz
  - Joanna Horodyńska, polska modelka, stylistka telewizyjna
  - Gonzalo Martínez, kolumbijski piłkarz
  - Mindy McCready, amerykańska piosenkarka country (zm. 2013)
  - Mehrdad Minawand, irański piłkarz (zm. 2021)
  - Sonia Prina, włoska śpiewaczka operowa (kontralt)
  - Linda Wagenmakers, holenderska piosenkarka, aktorka
- 1976:
  - Paul Nuttall, brytyjski polityk
  - Tomasz Organek, polski wokalista, gitarzysta, autor tekstów, członek zespołów SOFA i Ørganek
  - Tomasz Rożek, polski fizyk, dziennikarz naukowy
- 1977:
  - Steve Aoki, amerykański didżej, producent muzyczny pochodzenia japońskiego
  - Nelsan Ellis, amerykański aktor, dramaturg (zm. 2017)
  - Iván Guerrero, honduraski piłkarz
  - Olivier Schoenfelder, francuski łyżwiarz figurowy
  - Brahim Zafour, algierski piłkarz
- 1978:
  - Toby Dawson, amerykański narciarz dowolny pochodzenia koreańskiego
  - Pierrick Fédrigo, francuski kolarz szosowy
  - Gael García Bernal, meksykański aktor
  - Maja Szpotańska, polska kierowca i pilotka rajdowa
  - Chris Thompson, amerykański pływak
- 1979:
  - Nikolina Angełkowa, bułgarska prawnik, polityk
  - Chris Atkinson, australijski kierowca rajdowy
  - Yao Aziawonou, togijski piłkarz
  - Diego Klattenhoff, kanadyjski aktor
  - Saif Masawi, sudański piłkarz
  - Andrés Nocioni, argentyński koszykarz
  - Dale Stewart, południowoafrykański gitarzysta, basista, wokalista, członek zespołu Seether
  - Severn Suzuki, kanadyjska ekolog pochodzenia japońskiego
- 1980:
  - Jamie Ashdown, angielski piłkarz, bramkarz
  - Jason Estrada, amerykański bokser
  - Sido, niemiecki raper
  - Sally Roberts, amerykańska zapaśniczka
  - Shane Victorino, amerykański baseballista
- 1981:
  - Steffen Driesen, niemiecki pływak
  - Otto Fredrikson, fiński piłkarz, bramkarz pochodzenia szwedzkiego
  - Laurent Fressinet, francuski szachista
  - Gergő Iváncsik, węgierski piłkarz ręczny
  - Tomasz Leśniak, polski kucharz, restaurator
  - Teresa Nzola Meso Ba, francuska lekkoatletka, trójskoczkini pochodzenia angolskiego
  - Sebastian Przyrowski, polski piłkarz, bramkarz
  - Elroy Smith, belizeński piłkarz
  - Iddan Szeriki, izraelski piłkarz
- 1982:
  - Tony Bellew, brytyjski bokser
  - Anine Bing, duńska modelka, piosenkarka
  - Elisha Cuthbert kanadyjska aktorka
  - Medina, duńska piosenkarka pochodzenia chilijskiego
  - Jason Pominville, amerykański hokeista
  - Domenico Pozzovivo, włoski kolarz szosowy
  - Armen Wardanian, ormiański i ukraiński zapaśnik
  - Irina Zakurdiajewa, rosyjska szchistka
- 1983:
  - Anastasija Baburowa, rosyjska dziennikarka (zm. 2009)
  - Paolo de la Haza, peruwiański piłkarz
  - Andrew Newell, amerykański biegacz narciarski
  - Izabela Ściborska, polska siatkarka
- 1984:
  - Pita Baleitoga, fidżyjski piłkarz
  - Erke Esmachan, kazachska piosenkarka
  - Gergana, bułgarska piosenkarka
  - Tiago Girão, portugalski rugbysta
  - Nigel de Jong, holenderski piłkarz pochodzenia surinamskiego
  - Katarzyna Kołeczek, polska aktorka
  - Kaciaryna Litwinawa, białoruska modelka
  - Dawid Nowak, polski piłkarz
  - Olga Rypakowa, kazachska lekkoatletka, skoczkini w dal i trójskoczkini
  - Francisco Sandaza, hiszpański piłkarz
- 1985:
  - Kaley Cuoco, amerykańska aktorka
  - Hikari Mitsushima, japońska aktorka
  - Fabian Pawela, polski piłkarz
  - Moustapha Bayal Sall, senegalski piłkarz
  - Atos Solomu, cypryjski piłkarz
  - Paul Szczechura, kanadyjski hokeista pochodzenia polskiego
  - Taras Szełestiuk, ukraiński bokser
- 1986:
  - Paweł Albiński, polski pianista, kompozytor
  - Maria Apoleika, polska malarka, graficzka, ilustratorka, autorka komiksów
  - Salvatore Bocchetti, włoski piłkarz
  - Boggie, węgierska piosenkarka
  - Jordan Farmar, amerykański koszykarz
  - Jewgienija Liniecka, izraelska tenisistka
  - Felix Reda, niemiecki polityk, eurodeputowany
  - Sandro Stielicke, niemiecki skeletonista
  - Stiepan Zacharczuk, rosyjski hokeista
- 1987:
  - Wasilisa Bardina, rosyjska tenisistka
  - Max Gradel, iworyjski piłkarz
  - Vladislavs Kozlovs, łotewski piłkarz
  - Anne Kyllönen, fińska biegaczka narciarska
  - Naomi, amerykańska wrestlerka
  - Daniel Noboa, ekwadorski przedsiębiorca, polityk, prezydent Ekwadoru
  - Dougie Poynter, brytyjski basista, wokalista, członek zespołu McFly
  - Victoria Thornley, brytyjska wioślarka
- 1988:
  - Karolina Filipowicz, polska siatkarka
  - Phillip Hughes, australijski krykiecista (zm. 2014)
  - Robert Karaś, polski triathlonista
  - Juraj Mikuš, słowacki hokeista
- 1989:
  - Mohamed Aoudou, beniński piłkarz
  - Bae Yoo-na, południowokoreańska siatkarka
  - Íñigo Cervantes, hiszpański tenisista
  - Kimberly Hill, amerykańska siatkarka
  - Lee Jung-su, południowokoreański łyżwiarz szybki, specjalista short tracku
  - Ferguson Rotich, kenijski lekkoatleta, średniodystansowiec
  - Vladimír Weiss, słowacki piłkarz
- 1990:
  - Miiko Albornoz, chilijski piłkarz
  - Magnus Carlsen, norweski szachista
  - Evani Esperance, surinamski piłkarz
  - Kyrył Natiażko, ukraiński koszykarz
  - Sylwia Pelc, polska siatkarka
  - Jewhen Szachow, ukraiński piłkarz
- 1991:
  - Michael Gospodarek, polski koszykarz
  - Płamen Iliew, bułgarski piłkarz, bramkarz
  - Sydney White, brytyjska aktorka
- 1992:
  - Abzał Bejsebekow, kazachski piłkarz
  - Roderick Kabwe, zambijski piłkarz
- 1993 – Lost Frequencies, belgijski muzyk, producent muzyczny
- 1994:
  - Abdoulaye Cissé, gwinejski piłkarz
  - Marko Daňo, słowacki hokeista
  - Jimmy Deshler, amerykański aktor, reżyser i scenarzysta filmowy
  - Roy Nissany, izraelski kierowca wyścigowy
  - Piotr Pawlicki, polski żużlowiec
- 1995:
  - Timothée Carle, francuski siatkarz
  - Victoria Duval, amerykańska tenisistka
  - Ali Madan, bahrajński piłkarz
  - Denis Myšák, słowacki kajakarz
- 1996 – Ołeksandra Nazarowa, ukraińska łyżwiarka figurowa
- 1997:
  - Bolormaagijn Dölgöön, mongolska zapaśniczka
  - Magali Kempen, belgijska tenisistka
  - Liu Huixia, chińska skoczkini do wody
  - Anastazja Szoszyna, polsko-ukraińska tenisistka
- 1998:
  - Andrzej Kowalczyk, polski lekkoatleta, średnio- i długodystansowiec
  - Albert Kuchler, niemiecki biegacz narciarski
  - Grant Williams, amerykański koszykarz
- 1999:
  - Manuel Camacho, hiszpański aktor
  - Dylan Nahi, francuski piłkarz ręczny
  - Maria Annette Tanderø Berglyd, norweska aktorka
- 2000:
  - Kévin Denkey, togijski piłkarz
  - Sushma Shokeen, indyjska zapaśniczka
- 2001:
  - Tereza Bledá, czeska zawodniczka MMA
  - Jordán Carrillo, meksykański piłkarz
  - Yudai Takahashi, japoński zapaśnik
- 2002 – Carlos Alcaraz, argentyński piłkarz
- 2003 – Aleksandyr Nikołow, bułgarski siatkarz

## Zmarli
- 62-70 – Andrzej, apostoł, święty (ur. ?)
- ok. 316 – Mirokles, biskup Mediolanu, święty (ur. ?)
- 912 – Otto Dostojny, książę Saksonii (ur. ?)
- 1016 – Edmund II, król Anglii (ur. 989)
- 1283 – Jan z Vercelli, włoski dominikanin, generał zakonu, błogosławiony (ur. ok. 1205)
- 1335 – Abu Sa’id, władca z dynastii Ilchanidów (ur. 1305)
- 1519 – Michael Wolgemut, niemiecki malarz, drzeworytnik (ur. 1434)
- 1526 – Ludwik Medyceusz, włoski kondotier (ur. 1498)
- 1547 – Francisco de Arruda, portugalski architekt (ur. ?)
- 1549 – Jan Wojsławski, polski duchowny katolicki, kanonik warszawski i płocki, proboszcz łomżyński (ur. 1480)
- 1577 – Kutbert Mayne, angielski duchowny katolicki, męczennik, święty (ur. 1544)
- 1583 – Filip II, landgraf Hesji-Rheinfels (ur. 1541)
- 1602 – Ginchiyo Tachibana, japońska arystokratka (ur. 1569)
- 1647:
  - Bonaventura Cavalieri, włoski astronom, matematyk, wykładowca akademicki (ur. 1598)
  - Giovanni Lanfranco, włoski malarz, rysownik (ur. 1582)
- 1675 – Cæcilius Calvert, angielski arystokrata, kolonizator (ur. 1605)
- 1678 – Andries de Graeff, holenderski polityk (ur. 1611)
- 1686 – Aleksander Kotowicz, polski duchowny katolicki, biskup wileński i smoleński (ur. ok. 1622)
- 1693 – Lorenzo Brancati di Lauria, włoski kardynał (ur. 1612)
- 1705 – Katarzyna Bragança, księżniczka portugalska, królowa Anglii i Szkocji (ur. 1638)
- 1718 – Karol XII, król Szwecji (ur. 1682)
- 1739 – Anioł z Acri, włoski kapucyn, błogosławiony (ur. 1669)
- 1745 – Johann Bessler, niemiecki wynalazca (ur. 1681)
- 1750 – Maurycy Saski, hrabia, wódz, strateg wojskowości, marszałek Francji, książę Kurlandii i Semigalii (ur. 1696)
- 1751 – Jean-Philippe de Chéseaux, szwajcarski astronom, matematyk, właściciel ziemski (ur. 1718)
- 1761 – John Dollond, brytyjski optyk (ur. 1706)
- 1765 – George Lambert, brytyjski malarz (ur. 1700)
- 1783 – Felipe Beltrán, hiszpański duchowny katolicki, biskup Salamanki (ur. 1704)
- 1798 – Friedrich Fleischmann, niemiecki kompozytor (ur. 1766)
- 1803 – François Marie Daudin, francuski zoolog (ur. 1776)
- 1814 – Jean-Michel Moreau, francuski rysownik, grawer, malarz, ilustrator (ur. 1741)
- 1822:
  - Feliks Kretkowski, polski generał, polityk (ur. ok. 1752)
  - Wojciech Wielądko, polski szlachcic, heraldyk, historyk, poeta, dramatopisarz, tłumacz (ur. 1744 lub 49)
- 1823 – Tadeusz Liu Ruiting, chiński duchowny katolicki, męczennik, święty (ur. 1773)
- 1829 – Andrzej Zeisl, polski duchowny i teolog katolicki, wykładowca akademicki (ur. 1756)
- 1830:
  - Pius VIII, papież (ur. 1761)
  - Tomasz Jan Siemiątkowski, polski generał (ur. 1786)
- 1834 – Wilhelm Fryderyk Hanowerski, książę Wielkiej Brytanii i Irlandii oraz Hanoweru (ur. 1776)
- 1835 – Józef Marchand, francuski misjonarz, męczennik, święty (ur. 1803)
- 1842 – Antoni Lange, polski malarz, grafik, dekorator teatralny pochodzenia austriackiego (ur. 1774)
- 1845 – Nils Gabriel Sefström, szwedzki chemik (ur. 1787)
- 1846:
  - Jan Chrzciciel de Grandville Malletski, francuski inżynier wojskowy w służbie polskiej (ur. 1777)
  - Friedrich List, niemiecki ekonomista, wykładowca akademicki (ur. 1789)
  - Maria Severa Onofriana, portugalska śpiewaczka fado (ur. 1820)
- 1855:
  - Jakub Jasiński, polski lekarz (ur. 1791)
  - Adam Ożarowski, rosyjski hrabia, generał kawalerii pochodzenia polskiego (ur. 1776)
- 1859 – Stanisław Serwaczyński, polski skrzypek, kompozytor, dyrygent, pedagog (ur. 1781)
- 1863 – Kamehameha IV, król Hawajów (ur. 1834)
- 1866 – Bogusław Horodyński, polski ziemianin, porucznik, uczestnik powstania listopadowego (ur. 1802)
- 1868 – Hipolit Cegielski, polski filolog, przemysłowiec, działacz społeczny, dziennikarz (ur. 1813)
- 1887 – Stanisław Przystański, polski fizyk, wykładowca akademicki, encyklopedysta, muzealnik (ur. 1820)
- 1891 – Pál Hunfalvy, węgierski językoznawca, historyk, etnograf, pedagog (ur. 1810)
- 1892:
  - Augustyn (Gulanicki), rosyjski biskup prawosławny (ur. 1838)
  - Fenton John Anthony Hort, brytyjski duchowny anglikański, biblista (ur. 1828)
- 1894:
  - Cajetan Felder, austriacki prawnik, polityk, entomolog (ur. 1814)
  - Svend Foyn, norweski wielorybnik, łowca fok, wynalazca (ur. 1809)
- 1895 – Bogoslav Šulek, chorwacki publicysta, językoznawca, historyk, przyrodnik pochodzenia słowackiego (ur. 1816)
- 1896:
  - Aleksander Dunin Borkowski, polski poeta, publicysta (ur. 1811)
  - Ludwik Ruczka, polski duchowny katolicki, działacz społeczny, polityk (ur. 1814)
- 1900 – Oscar Wilde, irlandzki prozaik, poeta, dramaturg, filolog klasyczny (ur. 1854)
- 1901:
  - Aniela Dembowska, polska publicystka, działaczka niepodległościowa (ur. 1824)
  - Edward John Eyre, brytyjski podróżnik, odkrywca (ur. 1815)
  - Herman Strecker, amerykański entomolog, kolekcjoner motyli i ciem, rzeźbiarz pochodzenia niemieckiego (ur. 1836)
- 1902 – Anton Stuxberg, szwedzki przyrodnik, odkrywca (ur. 1849)
- 1904 – Witold Reger, polski dziennikarz, działacz socjalistyczny (ur. 1876)
- 1905:
  - Donald Cameron of Lochiel, szkocki arystokrata, polityk (ur. 1835)
  - Samuel Lipschütz, węgiersko-amerykański szachista pochodzenia żydowskiego (ur. 1863)
  - Ernst Ziegler, szwajcarski patolog (ur. 1849)
- 1906 – Stefan Bąkowski, polski bojowiec PPS (ur. ?)
- 1907 – Markus Zamenhof, polski radca stanu, pedagog pochodzenia żydowskiego (ur. 1837)
- 1909 – Karol Teodor Wittelsbach, bawarski książę, okulista (ur. 1839)
- 1910 – Józef Chorąży, polski major w służbie austro-węgierskiej (ur. ok. 1855)
- 1912 – Adolf Vayhinger, austriacki prawnik, notariusz, polityk (ur. 1837)
- 1914 – Adolf Kuhn, polski architekt (ur. 1826)
- 1917:
  - Ivan Laing, szkocki hokeista na trawie, porucznik (ur. 1885)
  - Friedrich Wilhelm Seiffer, niemiecki lekarz psychiatra, neurolog (ur. 1872)
  - Rudolf Wendelmuth, niemiecki pilot wojskowy, as myśliwski (ur. 1890)
  - Victor Willems, belgijski szpadzista (ur. 1877)
- 1918 – Paweł Szoja, polski student, żołnierz (ur. 1895)
- 1919 – Paul Peytral, francuski polityk (ur. 1842)
- 1920 – Jēkabs Kazaks, łotewski malarz, grafik (ur. 1895)
- 1921:
  - Madeleine Brès, francuska lekarka (ur. 1842)
  - Hermann Schwarz, niemiecki matematyk, wykładowca akademicki (ur. 1843)
- 1923:
  - John MacLean, szkocki nauczyciel, działacz socjalistyczny (ur. 1879)
  - Robert Reid, brytyjski arystokrata, polityk (ur. 1846)
  - Józef Sucheni, polski konstruktor narzędzi rolniczych (ur. 1836)
- 1925 – Stanisław Perkowicz, polski kapitan piechoty (ur. 1891)
- 1926 – Jerzy Marcinkiewicz, polski starszy wachmistrz kawalerii (ur. 1894)
- 1927 – Józef Wierusz-Kowalski, polski fizyk, wykładowca akademicki, dyplomata (ur. 1866)
- 1929 – (lub 3 grudnia) Ferdynand Kuraś, polski poeta ludowy, pamiętnikarz, publicysta (ur. 1871)
- 1930 – Mary Harris, amerykańska działaczka związkowa i społeczna (ur. 1837)
- 1932 – Gari Melchers, amerykański malarz (ur. 1860)
- 1933 – Teodor Nerander, szwedzki psychiatra, wykładowca akademicki (ur. 1856)
- 1935:
  - Fernando Pessoa, portugalski poeta (ur. 1888)
  - Adrian Scott Stokes, brytyjski malarz (ur. 1854)
  - Jan Wierzchoń, polski oficer, kawaler Orderu Virtuti Militari (ur. 1897)
- 1936:
  - Maria del Olvido Noguera Albelda, hiszpańska działaczka Akcji Katolickiej, męczennica, błogosławiona (ur. 1903)
  - Wincenty Queralt Lloret, hiszpański lazarysta, męczennik, błogosławiony (ur. 1894)
  - Johan Turi, lapoński pisarz (ur. 1854)
- 1938 – Corneliu Zelea Codreanu, rumuński polityk pochodzenia polsko-niemieckiego (ur. 1899)
- 1939:
  - Ruben Brajnin, żydowski publicysta, biograf, krytyk literacki (ur. 1862)
  - Cecil Christian Clark, brytyjski pilot wojskowy, as myśliwski (ur. 1897)
  - Gieorgij Pietrow, radziecki funkcjonariusz służb specjalnych (ur. 1904)
  - Max Skladanowsky, niemiecki wynalazca, pionier kinematografii (ur. 1863)
- 1940:
  - Modest Karatnycki, ukraiński prawnik, polityk (ur. 1858)
  - Stanisław Kielak, polski polityk, wicemarszałek Sejmu RP (ur. 1885)
  - George B. McClellan Jr., amerykański polityk (ur. 1865)
  - Fritz Volbach, niemiecki kompozytor, dyrygent, muzykolog (ur. 1861)
- 1941 – Ludwik Gietyngier, polski duchowny katolicki, męczennik, błogosławiony (ur. 1904)
- 1942:
  - Nikołaj Abramaszwili, radziecki pilot wojskowy, as myśliwski (ur. 1918)
  - Edmund Galik, polski prawnik, polityk, burmistrz Jarosławia, poseł do austriackiej Rady Państwa i na Sejm Ustawodawczy (ur. 1866)
  - Buck Jones, amerykański aktor (ur. 1889 lub 91)
  - Donatas Malinauskas, litewski polityk, dyplomata (ur. 1869)
- 1943:
  - Etty Hillesum, holenderska nauczycielka, pamiętnikarka pochodzenia żydowskiego (ur. 1914)
  - Emil Kellenberger, szwajcarski strzelec sportowy (ur. 1864)
  - Jerzy Ostaszewski, polski żołnierz Kedywu AK (ur. 1919)
  - Stanisław Patalan, polski kapitan obserwator (ur. 1908)
  - Aniela Zagórska, polska tłumaczka (ur. 1881)
- 1944:
  - Mārtiņš Grundmanis, łotewski koszykarz (ur. 1913)
  - Max Halbe, niemiecki dramaturg (ur. 1865)
  - Wasilij Łobozow, radziecki pilot wojskowy (ur. 1913)
  - Paul Masson, francuski kolarz szosowy i torowy (ur. 1876)
  - Eoin O’Duffy, irlandzki wojskowy, polityk (ur. 1892)
  - Herbert Hice Whetzel, amerykański mykolog, fitopatolog, wykładowca akademicki (ur. 1877)
- 1945:
  - Delko Bogdanić, chorwacki pułkownik (ur. 1910)
  - Heinz-Wilhelm Eck, niemiecki oficer Kriegsmarine, zbrodniarz wojenny (ur. 1916)
  - Vilius Gaigalaitis, litewski duchowny katolicki, wykładowca akademicki, działacz społeczny, polityk (ur. 1870)
  - Shigeru Honjō, japoński generał (ur. 1876)
- 1946:
  - Józef Czerniawski, polski kapitan (ur. 1896)
  - Gustav Noske, niemiecki polityk (ur. 1868)
- 1947:
  - Ernst Lubitsch, niemiecko-amerykański reżyser filmowy pochodzenia żydowskiego (ur. 1892)
  - Thoma Orollogai, albański prawnik, polityk (ur. 1888)
  - Konrad Ostrowski, polski tancerz, choreograf (ur. 1905)
- 1948:
  - Władysław Benda, polski malarz, ilustrator, projektant (ur. 1873)
  - Wanda Bobkowska, polska historyk wychowania, wykładowczyni akademicka (ur. 1880)
- 1950 – Werner Haase, niemiecki chirurg, funkcjonariusz nazistowski (ur. 1900)
- 1951 – Harold Kitson, południowoafrykański tenisista (ur. 1874)
- 1952 – Alan Noble, angielski hokeista na trawie (ur. 1885)
- 1953 – Francis Picabia, francuski malarz, poeta (ur. 1879)
- 1954 – Wilhelm Furtwängler, niemiecki dyrygent, kompozytor (ur. 1886)
- 1955 – Reiner Stahel, niemiecki generał-porucznik (ur. 1892)
- 1957:
  - Beniamino Gigli, włoski śpiewak operowy (tenor) (ur. 1890)
  - Paja Jovanović, serbski malarz (ur. 1859)
  - Adeodato Giovanni Piazza, włoski duchowny katolicki, arcybiskup Benewentu, patriarcha Wenecji, kardynał (ur. 1884)
  - Marija Jurić Zagorka, chorwacka dziennikarka, pisarka, feministka (ur. 1873)
- 1958:
  - Stanisław Piotr Koczorowski, polski bibliotekarz, bibliograf, bibliofil (ur. 1888)
  - Ernest Aldrich Simpson, amerykański przedsiębiorca (ur. 1897)
  - George Hubert Wilkins, australijski polarnik, geograf, pilot (ur. 1888)
- 1959 – Karl Richter, szwedzki strzelec sportowy (ur. 1876)
- 1960:
  - Antoni Chruściel, polski generał brygady (ur. 1895)
  - Gieorgij Kostylew, radziecki pilot wojskowy, as myśliwski (ur. 1913)
  - Henryk Romanowski, polski ekonomista rolny, wykładowca akademicki (ur. 1889)
- 1961 – Stanisław Kazuro, polski dyrygent, kompozytor, pedagog (ur. 1881)
- 1962:
  - Ossip Bernstein, francuski prawnik, szachista pochodzenia żydowskiego (ur. 1882)
  - Max Vasmer, niemiecki językoznawca, wykładowca akademicki (ur. 1886)
- 1963:
  - Phil Baker, amerykański komik, aktor, akordeoinista, kompozytor (ur. 1896)
  - Cyril Newall, brytyjski arystokrata, dowódca wojskowy, polityk (ur. 1886)
- 1964 – Natalia Gąsiorowska, polska historyk, działaczka społeczna i oświatowa (ur. 1881)
- 1967 – Patrick Kavanagh, irlandzki poeta, prozaik, krytyk literacki (ur. 1904)
- 1968:
  - Charles Bartlett, brytyjski kolarz torowy (ur. 1885)
  - Juan José Tramutola, argentyński trener piłkarski (ur. 1902)
- 1969 – Dmitrij Szewlagin, radziecki dyplomata, polityk (ur. 1913)
- 1970:
  - Krystyna Biernacka, polska prawnik, polityk, poseł na Sejm PRL (ur. 1924)
  - Matthias Heidemann, niemiecki piłkarz (ur. 1912)
  - Aleksandr Maslin, rosyjski historyk filozofii, wykładowca akademicki (ur. 1906)
  - Nina Ricci, francuska kreatorka mody pochodzenia włoskiego (ur. 1882)
- 1971 – Grigorij Rastiogin, radziecki polityk (ur. 1902)
- 1972:
  - Hans Erich Apostel, austriacki kompozytor (ur. 1901)
  - Hassan El-Far, egipski piłkarz (ur. 1912)
- 1973:
  - Aleksandr Kurynow, rosyjski sztangista (ur. 1934)
  - Andrzej Stańczyk, polski podpułkownik piechoty (ur. 1902)
- 1975 – Klaus Pätau, amerykański genetyk pochodzenia niemieckiego (ur. 1908)
- 1976:
  - Iwan Jakubowski, radziecki dowódca wojskowy, marszałek ZSRR (ur. 1912)
  - Friedrich Schulz, niemiecki generał (ur. 1897)
- 1977:
  - Miloš Crnjanski, serbski prozaik, poeta, publicysta (ur. 1893)
  - Erika Netzer, austriacka narciarka alpejska (ur. 1937)
  - Terence Rattigan, brytyjski pisarz (ur. 1911)
- 1978 – Wanda Zabłocka, polska botanik, mikolog, fitopatolog (ur. 1900)
- 1979 – Andrzej Polkowski, polski aktor, pedagog (ur. 1922)
- 1981:
  - Raphael Rodrigues, brazylijski piłkarz (ur. 1894)
  - Zenon Wierzchowski, polski chemik, wykładowca akademicki (ur. 1888)
- 1982:
  - Wasilij Drozdienko, radziecki polityk, dyplomata (ur. 1924)
  - Armando Farro, argentyński piłkarz (ur. 1922)
  - Verna Fields, amerykańska montażystka filmowa (ur. 1912)
  - Adolf Heusinger, niemiecki generał (ur. 1897)
- 1983:
  - Richard Llewellyn, walijski pisarz (ur. 1906)
  - Gerard Sutarzewicz, polski aktor (ur. 1911)
- 1984 – Jirō Miyake, japoński piłkarz (ur. ?)
- 1986 – Eino Aukusti Leino, fiński zapaśnik (ur. 1891)
- 1987:
  - Harry Lundahl, szwedzki piłkarz, trener (ur. 1905)
  - Juliusz Szawdyn, polski kapitan rezerwy, oficer AK, uczestnik powstania warszawskiego (ur. 1908)
  - Josef Vrana, czeski duchowny katolicki, administrator apostolski administrator apostolski archidiecezji ołomunieckiej (ur. 1905)
- 1988 – Rudolf Dischinger, niemiecki malarz (ur. 1904)
- 1989:
  - Ahmadou Ahidjo, kameruński polityk, pierwszy prezydent Kamerunu (ur. 1924)
  - Hassan Fathy, egipski architekt (ur. 1900)
  - Gabriel Manek, indonezyjski duchowny katolicki, wikariusz apostolski Larantuki, arcybiskup metropolita Ende (ur. 1913)
  - Robert Schmidt, polski aktor dziecięcy, muzyk punkowy, założyciel zespołu Poland (ur. 1962)
- 1990:
  - Octavio Antonio Beras Royas, dominikański duchowny katolicki, arcybiskup Santo Domingo, kardynał (ur. 1906)
  - Edward Chudzyński, polski pisarz, krytyk literacki i teatralny (ur. 1921)
- 1991:
  - Irena Blühová, słowacka fotografka (ur. 1904)
  - Gieorgij Orłow, radziecki polityk (ur. 1903)
  - Andrzej Karol Teisseyre, polski geolog, wykładowca akademicki (ur. 1938)
- 1992:
  - Ludwik Natanson, polski fizyk, wykładowca akademicki (ur. 1905)
  - Graham Vearncombe, walijski piłkarz, bramkarz (ur. 1934)
- 1993 – Tadeusz Wleciał, polski siatkarz (ur. 1930)
- 1994:
  - Guy Debord, francuski pisarz, filozof, myśliciel polityczny, filmowiec (ur. 1931)
  - Lionel Stander, amerykański aktor (ur. 1908)
- 1995 – Jordan Filipow, bułgarski piłkarz, bramkarz (ur. 1946)
- 1996:
  - Tiny Tim, amerykański piosenkarz, muzyk (ur. 1932)
  - Phocas Nikwigize, rwandyjski duchowny katolicki, biskup Ruhengeri (ur. 1919)
  - Dainius Trinkūnas, litewski pianista, pedagog, działacz kulturalny, polityk (ur. 1931)
  - John Williamson, amerykański koszykarz (ur. 1951)
- 1997:
  - Piero Farani, włoski scenograf (ur. 1922)
  - Francisco Garza Gutiérrez, meksykański piłkarz (ur. 1904)
  - Karl Kowanz, austriacki piłkarz, trener (ur. 1926)
  - Shamo Quaye, ghański piłkarz (ur. 1971)
- 1998:
  - Pentti Aalto, fiński językoznawca, wykładowca akademicki (ur. 1917)
  - Adolfo Ferrari, włoski kolarz szosowy (ur. 1924)
- 1999 – Władimir Jaszczenko, ukraiński lekkoatleta, skoczek wzwyż (ur. 1959)
- 2000 – Jānis Kalniņš, łotewski kompozytor, dyrygent (ur. 1904)
- 2001:
  - Robert Brunet, francuski kierowca wyścigowy (ur. 1903)
  - Ernst Hufschmid, szwajcarski piłkarz, trener (ur. 1913)
- 2003:
  - Earl Bellamy, amerykański reżyser filmowy (ur. 1917)
  - Gertrude Ederle, amerykańska pływaczka pochodzenia niemieckiego (ur. 1905)
  - Jakow Lubarski, rosyjski historyk, bizantynolog pochodzenia żydowskiego (ur. 1929)
- 2004:
  - Pierre Berton, kanadyjski pisarz (ur. 1920)
  - Seung Sahn, koreański patriarcha buddyjski (ur. 1927)
- 2005 – Jean Parker, amerykańska aktorka (ur. 1915)
- 2007:
  - Seymour Benzer, amerykański biolog molekularny, fizyk (ur. 1921)
  - Evel Knievel, amerykański motocyklista, kaskader (ur. 1938)
  - François-Xavier Ortoli, francuski polityk, przewodniczący Komisji Europejskiej (ur. 1925)
  - Edmund Pietrzak, polski finansista, dziennikarz (ur. 1946)
- 2008:
  - Pit Martin, kanadyjski hokeista (ur. 1943)
  - Aleksander Mendyk, polski gitarzysta, członek zespołu Acid Drinkers (ur. 1979)
  - Peter Rees, brytyjski prawnik, polityk (ur. 1926)
- 2009:
  - Milorad Pavić, serbski poeta, prozaik, tłumacz, historyk literatury (ur. 1929)
  - Jacek Wojciechowski, polski aktor (ur. 1964)
- 2010:
  - Gabriela Kownacka, polska aktorka (ur. 1952)
  - Mirosław Olszówka, polski aktor, mim, reżyser, menedżer muzyczny (ur. 1960)
  - Andrzej Pietsch, polski grafik, taternik, alpinista (ur. 1932)
- 2011:
  - Zdeněk Miler, czeski rysownik, reżyser filmów animowanych (ur. 1921)
  - Carl Robie, amerykański pływak (ur. 1945)
  - Leka I Zogu, albański arystokrata, polityk, następca tronu (ur. 1939)
- 2012:
  - Inder Kumar Gujral, indyjski polityk, premier Indii (ur. 1919)
  - Egil Johnny Orre, norweski piłkarz (ur. 1920)
- 2013:
  - Jurij Jakowlew, rosyjski aktor (ur. 1928)
  - Doriano Romboni, włoski motocyklista wyścigowy (ur. 1968)
  - Teresa Sułowska-Bojarska, polska pisarka, poetka, uczestniczka powstania warszawskiego (ur. 1923)
  - Paul Walker, amerykański aktor (ur. 1973)
- 2014:
  - Kent Haruf, amerykański pisarz (ur. 1943)
  - Franciszek Stachewicz, polski motocyklista rajdowy (ur. 1933)
  - Wu Qingyuan, japoński gracz w go (ur. 1914)
- 2015:
  - Tomasz Bonarowski, polski realizator i producent muzyczny (ur. 1969)
  - Marek Klingberg, izraelski epidemiolog, szpieg KGB (ur. 1918)
  - Fatema Mernissi, marokańska pisarka (ur. 1940)
- 2017:
  - Konrad Herrmann, polski duchowny katolicki, działacz społeczny (ur. 1929)
  - Maciej Kijowski, polski operator filmowy (ur. 1935)
  - Henryk Maciąg, polski lekkoatleta, średniodystansowiec (ur. 1941)
  - Jim Nabors, amerykański aktor (ur. 1930)
- 2018:
  - George H.W. Bush, amerykański polityk, wiceprezydent i prezydent USA (ur. 1924)
  - Jan Chwałek, polski duchowny katolicki, muzykolog, organmistrz (ur. 1930)
  - Palden Gjaco, tybetański mnich buddyjski, więzień polityczny (ur. 1933)
- 2019:
  - Mariss Jansons, łotewski dyrygent (ur. 1943)
  - Petr Málek, czeski strzelec sportowy (ur. 1961)
- 2020:
  - François Chapeville, francuski biochemik, wykładowca akademicki pochodzenia polskiego (ur. 1924)
  - Branimir Šćepanović, serbski pisarz (ur. 1937)
  - Aleksandr Szatskich, kazachski piłkarz (ur. 1974)
- 2021:
  - Marie-Claire Blais, kanadyjska poetka, pisarka (ur. 1939)
  - Lev Bukovský, słowacki matematyk, wykładowca akademicki (ur. 1939)
  - Dave Draper, amerykański kulturysta, aktor (ur. 1942)
  - Jerzy Jurkiewicz, polski fizyk teoretyk, wykładowca akademicki (ur. 1947)
  - Ray Kennedy, angielski piłkarz (ur. 1951)
  - Jonathan Penrose, brytyjski szachista (ur. 1933)
  - Erwin Wilczek, polski piłkarz, trener (ur. 1940)
- 2022:
  - Murray Halberg, nowozelandzki lekkoatleta, średnio- i długodystansowiec (ur. 1933)
  - Christiane Hörbiger, austriacka aktorka (ur. 1938)
  - Jiang Zemin, chiński polityk, przewodniczący ChRL, sekretarz generalny KPCh (ur. 1926)
  - Jędrzej Krakowski, polski ekonomista, dyplomata (ur. 1940)
  - Christine McVie, brytyjska klawiszowiec, wokalistka, członkini zespołu Fleetwood Mac (ur. 1943)
  - Davide Rebellin, włoski kolarz szosowy (ur. 1971)
  - Jan Sezonow, polski duchowny prawosławny (ur. 1935)
- 2023:
  - Alistair Darling, brytyjski prawnik, polityk, minister transportu, minister ds. Szkocji, minister handlu i przemysłu, kanclerz skarbu (ur. 1953)
  - Wiesław Dybczak, polski piłkarz (ur. 1957)
  - Bolesław Fleszar, polski chemik, wykładowca akademicki, polityk, senator RP (ur. 1933)
  - Sante Gaiardoni, włoski kolarz torowy i szosowy (ur. 1939)
  - Jan Jargiełło, polski koszykarz, trener (ur. 1941)
  - Shane MacGowan, irlandzki muzyk, wokalista, członek zespołu The Pogues, aktor (ur. 1957)
  - Krystian Ziemski, polski prawnik, wykładowca akademicki (ur. 1952)
- 2024:
  - Ryszard Poznakowski, polski muzyk, kompozytor, członek zespołów: Czerwono-Czarni i Trubadurzy (ur. 1946)
  - Ladislav Rygl, czeski kombinator norweski (ur. 1947)
  - Urszula Wich, polska ekonomistka, profesor nauk ekonomicznych (ur. 1942)